# ごはんジャパン
『ごはんジャパン』は、2015年4月25日から2022年9月17日までテレビ朝日系列にて放送されていた料理トーク番組である。全344回。味の素の一社提供。放送時間は毎週土曜18:30 - 18:56（JST）。副題は「本物を探す旅へ」。

## 概要
旬の食材の産地に赴き、おいしさの秘密をひもとく。『笑顔がごちそう ウチゴハン』・『〜世界にひとつ〜ミラクルレシピ!』に続く、味の素提供料理番組の第3弾だが、当番組はスタジオ収録が一切無いオールロケ番組になっていた。有名人（役者、アスリートなど）とグランシェフが旬の食材を求め、旅に行く。さらには地元の匠（ご当地シェフ）も登場。草野が訪ねるグランシェフの名店でももう一品を紹介していた。
2017年5月20日放送分で放送100回、2019年8月10日放送分で放送200回、2021年10月9日放送分で放送300回をそれぞれ達成した。
2020年のコロナ禍後のロケ再開後は、感染対策として出演者間は距離を取り、出演者全員はマウスシールドを着用し、出演者ごとにアクリル板とテーブルを設置した上で食事していた。後に、マウスシールドから不織布マスクへと代わり、発言テロップの横にはマスクを着用していない素顔の写真を横に添えるようになった。
2022年9月17日をもって、8年間・通算放送回数344回の歴史に幕を下ろした。『料理バンザイ!』時代から41年間続いた週末のテレビ朝日の料理番組枠も終了した
。同時に味の素一社提供枠も終止符を打った。また、2022年9月24日以降料理番組は同局の料理番組である『食彩の王国』（一部地域を除く）のみになった。後番組は『謎解き戦士!ガリベンガーV』となり、これまでの系列外遅れネット局では、それぞれ編成の判断で『ガリベンガーV』以外の後番組が当てがわれた。

## 出演者
ナビゲーター
- 草野満代（フリーアナウンサー）

解説・食材博士
- 福岡伸一（生物学者、青山学院大学教授）

ナレーション
- 草野満代
- 酒井敏也（俳優）

## グランシェフ
- 脇屋友詞（Wakiya一笑美茶樓 主人、トゥーランドット臥龍居 オーナーシェフ）
- 熊谷喜八（KIHACHI 創業者）
- 片岡護（アルポルト オーナーシェフ）
- 田村隆（つきぢ田村 三代目）
- 村田吉弘（菊乃井 主人）
- 辻口博啓（モンサンクレール パティシエ）
- 笹島保弘（イル ギオットーネ オーナーシェフ）
- 譚彦彬（広東名菜赤坂離宮 オーナーシェフ）
- 米村昌泰（レストランよねむら オーナーシェフ）
- 近藤文夫（てんぷら近藤 主人）
- 日髙良実（アクアパッツァ オーナーシェフ）
- 吉野建（レストラン タテル ヨシノ パートナーシェフ）
- 山岡昌治（マッシュルーム オーナーシェフ）
- 五十嵐美幸（中国料理「美虎」オーナーシェフ）
- サントス・アントワーヌ（エコール・クリオロ パティシエ）
- 下村浩司（エディション・コウジシモムラ オーナーシェフ）
- 葉山馨一（銀座エスペロ 総料理長）
- 古田等（中華料理Furuta オーナーシェフ）
- 三國清三（オテル・ドゥ・ミクニ オーナーシェフ）
- 工藤敏之（ラ・ロシェル 総料理長）
- 青木利勝（鮨 青木 店主）
- 笹岡隆次（恵比寿 笹岡 オーナーシェフ）
- 橋本亨（日本橋とよだ 五代目主人）
- 高木康政（ル パティシエ タカギ オーナーシェフ）
- 佐々木勝（菓匠 京山 主人）
- 中田利雄（こなから 主人）
- 大江憲一郎（パークハイアット東京「梢」料理長）
- 猪股善人（炭割烹 北野 オーナーシェフ）
- 柳谷雅樹（ヒルトン東京「中国料理 王朝」料理長）
- 山本尚徳（ピッツェリア エ トラットリア ダ イーサ オーナーシェフ）
- 神田裕行（かんだ オーナーシェフ）
- 細川貴志（江戸蕎麦 ほそ川 主人）
- 李国超（京王プラザホテル 中国料理 南園 総料理長）
- 前田康衛（築地青空三代目 親方）
- 神谷英生（ラ・ブーシェリー・デュ・ブッパ オーナーシェフ）
- 小倉知巳（レガーロ オーナーシェフ）
- 大宮勝雄（レストラン大宮 オーナーシェフ）
- 栗栖正博（京料理 たん熊北店 3代目主人）
- 小林雄二（青華こばやし 主人）
- 伊原靖友（ツォップ オーナーシェフ）
- 河田康雄（懐石つる幸 料理長）
- 新井均（神楽坂 天孝 二代目店主）
- 柴野大造（マルガージェラートオーナーシェフ）
- 高畑粧由里（天茂主人）
- 御園井裕子（創作和菓子 手毬 代表）
- 林亮平（てのしま主人）
- 舩大工栄（浅草おでん 大多福 五代目店主）
- 元吉和仁（天ぷら元吉 店主）

## 放送リスト
2015年 / 2016年 / 2017年 / 2018年 / 2019年 / 2020年 / 2021年 / 2022年
| 回                                                       | 放送日   | 食材                   | 産地                     | ロケ出演（芸能人、グランシェフ）                                      | 地元の匠                                                      |
| -------------------------------------------------------- | -------- | ---------------------- | ------------------------ | --------------------------------------------------------------------- | ------------------------------------------------------------- |
| 1                                                        | 4月25日  | アサリ                 | 愛知県三河湾             | 村主章枝（プロフィギュアスケーター） 脇屋友詞                         | 田野岡眞之（Lois de la natureシェフ）                         |
| 2                                                        | 5月2日   | 京タケノコ             | 京都府亀岡               | 三田寛子（女優） 熊谷喜八                                             | 日置道代（へき亭ほか）                                        |
| 3                                                        | 5月9日   | アマダイ               | 山口県萩市               | 小椋久美子（元バドミントン選手） 片岡護                               | 河村剛太郎（割烹千代シェフ）                                  |
| 4                                                        | 5月16日  | オリーブ牛             | 香川県小豆島             | 岡崎朋美（元スピードスケート選手） 田村隆                             | 山下裕啓（チェレステ小豆島シェフ）                            |
| 5                                                        | 5月23日  | 湘南しらす             | 神奈川県                 | 荻原次晴（スポーツキャスター、元・ノルディック複合選手） 村田吉弘     | 阿川行助（「ピッコロ ヴァーゾ」シェフ）                       |
| 6                                                        | 5月30日  | 伊勢エビ               | 千葉県いすみ市           | 萩原智子（元オリンピック水泳選手） 脇屋友詞                           | 池田征弘（「ペッシュアズーロ〜青い魚〜」シェフ）              |
| 7                                                        | 6月6日   | 塩                     | 石川県能登半島           | 浅田舞（スポーツキャスター、元フィギュアスケート選手） 辻口博啓       | 池端隼也（「L'Atelier die NOTO」シェフ）                      |
| 8                                                        | 6月13日  | アジ                   | 静岡県駿河湾             | 高橋みゆき（元全日本女子バレーボール代表） 笹島保弘                   | 伊藤哲也（「美食倶楽部」シェフ）                              |
| 9                                                        | 6月20日  | 大和丸なす             | 奈良県生駒市・大和郡山市 | 杉本美香（柔道家） 譚彦彰                                             | 川島宙（「abarots」シェフ）                                   |
| 10                                                       | 6月27日  | アスパラガス           | 福島県会津若松市         | 千葉真子（マラソンランナー） 熊谷喜八                                 | 山内康平（「宿たかや」シェフ）                                |
| 11                                                       | 7月4日   | ソバとワサビ           | 長野県安曇野             | 遼河はるひ（タレント、元・宝塚歌劇団） 片岡護                         | 鎌崎美智代（「庭園そば処 みさと」女将）                       |
| 12                                                       | 7月11日  | タコ                   | 神奈川県葉山・佐島       | 田口壮（元オリックス・バファローズ） 米村昌泰                         | 渡辺明（「イル・リフージョ・ハヤマ」シェフ）                  |
| （7月18日は「オールスターゲーム・第2戦」中継のため休止） |          |                        |                          |                                                                       |                                                               |
| 13                                                       | 7月25日  | トウモロコシ「甘々娘」 | 山梨県西八代郡・韮崎市   | 浜口京子（レスリング選手） 近藤文夫                                   | 山崎真治（「キュイエット」シェフ）                            |
| 14                                                       | 8月1日   | 天然ウナギ             | 岡山県児島湾             | 田中雅美（シドニーオリンピック銅メダリスト） 田村隆                   | 高坂総一郎（「クロワサンス」）                                |
| 15                                                       | 8月8日   | 和泉そうめん           | 愛知県安城市             | 篠山輝信（俳優） 熊谷喜八                                             | 間杉秀昭（間杉手延製麺所）                                    |
| 16                                                       | 8月15日  | 鮎                     | 岐阜県関市               | 佐藤藍子（女優） 日高良美                                             | 岩佐昌秋・岩佐千枝子（鵜飼の家 岩佐）                         |
| 17                                                       | 8月22日  | トマト                 | 神奈川県足柄             | 青木愛（元アーティスティックスイミング日本代表） 辻口博啓             | 黒木優（「ヘルシー・ジェラート」 シェフ）                     |
| 18                                                       | 8月29日  | アワビ                 | 千葉県南房総市           | 櫻井淳子（女優） 吉野建                                               | 赤塚太郎（「磯料理 みずるめ」板長）                           |
| 19                                                       | 9月5日   | 石見和牛               | 島根県邑南町             | 真琴つばさ（女優、歌手、元・宝塚歌劇団20代目月組トップスター） 片岡護 | 三上シェフ（「里山イタリアン AJIKURA」                        |
| 20                                                       | 9月12日  | 【包丁】               | 福井県越前市             | はな（タレント） 脇屋友詞                                             | 黒味傳（「ジャルダン」）                                      |
| 21                                                       | 9月19日  | カボチャ               | 岐阜県高山市             | 藤吉久美子（女優） 笹島保弘                                           | 瀬谷賢司（「日本料理 瀬谷」）                                 |
| 22                                                       | 9月26日  | キノコ                 | 山梨県甲府市             | 大沢あかね（タレント） 山岡昌治                                       | 神宮司年一（「朝日屋」シェフ）                                |
| 23                                                       | 10月3日  | 信州味噌               | 長野県須坂市             | 寺川綾（水泳、オリンピック銅メダリスト） 田村隆                       | 中村元保（中村醸造場）                                        |
| 24                                                       | 10月10日 | チーズ                 | 長野県松本市             | 萩原智子（元オリンピック水泳選手） 辻口博啓                           | 神出達樹（「base」シェフ）                                    |
| 25                                                       | 10月17日 | サンマ                 | 宮城県気仙沼市           | 生田智子（女優） 日高良実                                             | 安藤竜司（磯屋水産）                                          |
| 26                                                       | 10月24日 | 栗                     | 秋田県仙北市             | 荻原次晴（2回目の出演） 熊谷喜八                                      | 鈴木匠（「くら吉」）                                          |
| 27                                                       | 10月31日 | 明石鯛                 | 兵庫県                   | 遼河はるひ（2回目の出演） 片岡護                                      | 植月強（植月）                                                |
| 28                                                       | 11月7日  | サツマイモ             | 埼玉県川越市             | 真琴つばさ（2回目の出演） 近藤文夫                                    | 神山正久（いも膳） 伊東藏衛（サツマイモ農家）                 |
| 29                                                       | 11月14日 | 鮭                     | 北海道湧別町             | 片岡安祐美（茨城ゴールデンゴールズ二代目監督兼投手） 笹島保弘         | 斉藤昌弘（「旬彩酒房 山桜」）                                 |
| 30                                                       | 11月21日 | 豚肉                   | 山梨県韮崎市             | 浜口京子（2回目の出演） 五十嵐美幸                                    | 中嶋千里（「ぶぅふぅうぅ農園」） 清水秀樹（「素透撫」シェフ） |
| 31                                                       | 11月28日 | ユズ                   | 京都府                   | 大沢あかね（2回目の出演） サントス・アントワーヌ                      | 村上ひとみ（「柚子の里 直八」）                               |
| 32                                                       | 12月5日  | ズワイガニ             | 兵庫県豊岡市             | 高橋みゆき（2回目の出演） 熊谷喜八                                    | 仲井雅弘（「舌つづみ処 なか井」亭主）                         |
| 33                                                       | 12月12日 | 牡蠣                   | 広島県江田島市           | 映美くらら（女優、元・宝塚歌劇団19代目月組トップ娘役） 下村浩司       | 三保達郎（「かなわ水産」）                                    |
| 34                                                       | 12月19日 | 国産アボカド           | 和歌山県海南市           | IMALU（タレント） 辻口博啓                                            | 鵜殿廣幸（「ビストロ・ド・セレーネ」シェフ）                  |
| 35                                                       | 12月26日 | 下仁田ネギ             | 群馬県下仁田町           | 浅田舞（2回目の出演） 村田吉弘                                        | 松原信也（「割烹旅館 常盤館」）                               |

| （1月2日は『夢対決!とんねるずのスポーツ王は俺だ!スペシャル』のため休止） |          |                      |                    | | |
| 36                                                                       | 1月9日   | 大根                 | 静岡県三島市       | 真琴つばさ（3回目の出演） 脇屋友詞 | 本間国昭・本間一平（三島大根生産者） 小川正道（「gawa mishima」シェフ）                                                                     |
| 37                                                                       | 1月16日  | 寒ブリ               | 石川県七尾市       | 内田朝陽（俳優） 米村昌泰 | 酒井誠史（「多田屋」料理長） |
| 38                                                                       | 1月23日  | 霜降り白菜           | 群馬県伊勢崎市     | 把瑠都凱斗（元力士） 五十嵐美幸 | 矢島治良（「懐石 やじま」） |
| 39                                                                       | 1月30日  | ホタテ               | 岩手県野田村       | 田中律子（女優） 吉野建 | 安藤正樹（荒海団漁師） |
| 40                                                                       | 2月6日   | 赤根ほうれん草       | 山形県山形市       | 遼河はるひ（3回目の出演） 片岡護 | 柴田吉昭（ほうれん草農家） 澤渡章（素仁庵）                                                                                                 |
| 41                                                                       | 2月13日  | ニンジン             | 愛知県碧南市       | 寺川綾（2回目の出演） 米村浩司 | 鈴木啓之・鈴木薫（ニンジン生産者） 長田勇久（一灯）                                                                                         |
| 42                                                                       | 2月20日  | 雪中キャベツ         | 長野県小谷村       | 藤吉久美子（2回目の出演） 熊谷喜八 | 坂井昭十（伊折農業生産組合） |
| 43                                                                       | 2月27日  | ヤリイカ             | 青森県鰺ヶ沢町     | 真琴つばさ（4回目の出演） 葉山馨一 | 長内慶一（ヤリイカ漁師） |
| 44                                                                       | 3月5日   | 豆腐                 | 埼玉県秩父郡       | 浜口京子（3回目の出演） 五十嵐美幸 | 田中仁・田中さおり（お豆ふ処うめだ屋） |
| 45                                                                       | 3月12日  | ハマグリ             | 福岡県糸島市       | 櫻井淳子（2回目の出演） 米村昌泰 | 山崎一次（ハマグリ会） |
| 46                                                                       | 3月19日  | 金目鯛 イチゴ チーズ | 千葉県房総半島     | 浅尾美和（元プロビーチバレー選手） 織田信成（プロフィギュアスケーター） 榊原郁恵（タレント） 早見優（歌手） 古田敦也（元東京ヤクルトスワローズ捕手） 片岡護 辻口博啓 | 野村敬治・野村友紀（漁師） 近藤正衛・長谷川せつ子・近藤正博（イチゴ農家） 高橋憲二・高橋奈緒美・高橋温香（酪農家） 吉見真宏（チーズ生産者） |
| （3月26日は『人生の楽園』1時間SPのため休止）                             |          |                      |                    | | |
| 47                                                                       | 4月2日   | サザエ               | 静岡県南伊豆町     | 青木愛（2回目の出演） 吉見建 | 稲葉渉 |
| 48                                                                       | 4月9日   | しいたけ             | 大分県佐伯市       | 映美くらら（2回目の出演） 田村隆 | 磯貝昭生 磯貝アツ子 |
| 49                                                                       | 4月16日  | タケノコ             | 静岡県南伊豆町     | 渡辺徹（俳優） 古田等 | 山本剛 |
| 50                                                                       | 4月23日  | サクラマス           | 青森県むつ市       | 田中律子（2回目の出演） 三國清三 | 吉井隆光 |
| 51                                                                       | 4月30日  | カツオ               | 高知県             | 真琴つばさ（5回目の出演） 片岡護 | 明神好久 |
| 52                                                                       | 5月7日   | 新ジャガ             | 愛媛県宇和島       | 把瑠都凱斗（2回目の出演） 米村昌泰 | 鳥井康幸 |
| 53                                                                       | 5月14日  | 桜海老               | 静岡県由比         | 荻原次晴（3回目の出演） 五十嵐美幸 | 望月武・望月友貴（桜エビ漁師） 八木章夫（「待月楼」三代目料理長）                                                                           |
| 54                                                                       | 5月21日  | 新茶                 | 静岡県藤枝市       | 浅尾美和（2回目の出演） サントス・アントワーヌ | 住田恵朗 |
| 55                                                                       | 5月28日  | 空豆                 | 愛媛県松前町       | 浅田舞（3回目の出演） 熊谷喜八 | 小椋安明（「小椋」総料理長） |
| 56                                                                       | 6月4日   | タマネギ             | 兵庫県南あわじ市   | 早見優（2回目の出演） 笹島保弘 | 曽根輝美・曽根治美（玉ネギ生産者） |
| 57                                                                       | 6月11日  | ニラ                 | 栃木県鹿沼市       | 真琴つばさ（6回目の出演） 古田等 | 中島啓（ニラ生産者） |
| 58                                                                       | 6月18日  | 江戸前アナゴ         | 神奈川県横浜市     | 榊原郁恵（2回目の出演） 近藤文夫 | 齋田芳之（アナゴ漁師） |
| 59                                                                       | 6月25日  | タコ                 | 愛知県日間賀島     | 遼河はるひ（4回目の出演） 工藤敏之 | 北川博司、北川道子 |
| 60                                                                       | 7月2日   | 中玉トマト           | 茨城県結城市       | 藤吉久美子（3回目の出演） 熊谷喜八 | 阿部田誠、阿部田孝一、高松秀樹 |
| 61                                                                       | 7月9日   | スイカ               | 千葉県富里市       | 潮田玲子（元バドミントン選手） 辻口博啓 | 篠原弘安 |
| （7月16日は「オールスターゲーム・第2戦」中継のため休止）                 |          |                      |                    | | |
| 62                                                                       | 7月23日  | ウニ                 | 岩手県洋野町       | 青木愛（3回目の出演） 下村浩司 | 吹切信夫（漁師） |
| 63                                                                       | 7月30日  | ワサビ               | 静岡県伊豆市       | 大和田伸也（俳優） 青木利勝 | 飯田哲司、飯田茂雄、木谷成克 |
| 64                                                                       | 8月6日   | 卵                   | 山梨県昇仙峡       | 水森かおり（演歌歌手） 笹岡隆次 | 向山洋平、向山一輝 |
| 65                                                                       | 8月13日  | 岩ガキ               | 茨城県大洗町       | 田中律子（3回目の出演） 米村昌泰 | 小林英樹、今関雅好 |
| 66                                                                       | 8月20日  | 鎌倉野菜 みやぐ豚    | 神奈川県鎌倉市     | 中山雅史（元サッカー日本代表） 片岡護 | 田村慎平、宮治昌義 |
| 67                                                                       | 8月27日  | ナス                 | 群馬県高崎市       | 前川泰之（俳優） 五十嵐美幸 | 反町光次（ナス生産者）、矢島治良（懐石やじま）                                                                                              |
| 68                                                                       | 9月3日   | クルマエビ           | 愛知県三河湾       | 榊原郁恵（3回目の出演） 熊谷喜八 | 壁谷辰己（クルマエビ漁師） |
| 69                                                                       | 9月10日  | メロン               | 静岡県袋井市       | 真琴つばさ（7回目の出演） 辻内博啓 | 井口克彦、井口とよ子、井口貴彦（メロン生産者）                                                                                              |
| 70                                                                       | 9月17日  | 高原野菜             | 蓼科高原           | 把瑠都凱斗（3回目の出演） 吉野建 | 石井孝樹、石井裕子 |
| （9月24日は『人生の楽園』1時間SPのため休止）                             |          |                      |                    | | |
| 71                                                                       | 10月1日  | チーズ               | 山形県蔵王町       | 澤穂希（元女子サッカー日本代表） 辻口博啓 | 佐藤長男、佐藤文子（フルーツ） |
| （10月8日は『池上彰のニュースそうだったのか!!』2時間半SPのため休止）     |          |                      |                    | | |
| 72                                                                       | 10月15日 | 松輪サバ             | 神奈川県三浦市     | 遼河はるひ（5回目の出演） 橋本亨 | 鈴木清、鈴木新治、鈴木亨平 |
| 73                                                                       | 10月22日 | 【秋の炊き込みご飯】 | 三重県伊賀市       | 渡辺徹（2回目の出演） 笹岡隆次 | 福森雅代、福森道歩 |
| 74                                                                       | 10月29日 | 赤身牛肉             | 静岡県富士宮市     | 藤吉久美子（3回目の出演） 熊谷喜八 | 岡村千代次 |
| 75                                                                       | 11月5日  | ヒラメ               | 青森県三沢市       | 森尾由美（女優） 青木利勝 | 冨田由廣 |
| 76                                                                       | 11月12日 | サツマイモ           | 茨城県ひたちなか市 | 陣内孝則（俳優、映画監督） 高木康政 | 安富生、安康子 |
| 77                                                                       | 11月19日 | キノコ               | 山梨県北杜市       | 渡辺裕太（俳優） 山岡昌治 | 大林登 |
| 78                                                                       | 11月26日 | 加賀レンコン         | 石川県金沢市       | 真琴つばさ（8回目の出演） 近藤文夫 | 横井禮一、横井辰則（レンコン生産者） |
| 79                                                                       | 12月3日  | クエ                 | 福岡県福岡市       | 遼河はるひ（6回目の出演） 片岡護 | 森田武幸（クエ料理）、久保田健嗣（森田の弟子）                                                                                              |
| 80                                                                       | 12月10日 | アズキ               | 京都府綾部市       | 潮田玲子（2回目の出演） 佐々木勝 | 松井基、松井和子（アズキ生産者） |
| 81                                                                       | 12月17日 | 九条葱 鴨肉          | 京都府京都市       | 前川泰之（俳優） 笹島保弘 | 久保田一郎（「星のや京都」総料理長） |
| （12月24日・12月31日は年末編成のため休止）                               |          |                      |                    | | |

| 回                                                                                  | 放送日   | 食材         | 産地                 | ロケ出演（芸能人、グランシェフ）                                 | 地元の匠                                                      |
| ----------------------------------------------------------------------------------- | -------- | ------------ | -------------------- | ---------------------------------------------------------------- | ------------------------------------------------------------- |
| 82                                                                                  | 1月7日   | カブ         | 東京都清瀬市         | 浅香唯（女優） 米村昌泰                                          | 小寺正明（カブ生産者）                                        |
| 83                                                                                  | 1月14日  | 三浦大根     | 神奈川県三浦市       | 真琴つばさ（9回目の出演） 中田利雄                               | 川島義徳（大根生産者）                                        |
| 84                                                                                  | 1月21日  | 牡蠣         | 静岡県浜名湖         | 佐野岳（俳優） 五十嵐美幸                                        | 四代目八木田竹之（八木田牡蠣商店）                            |
| 85                                                                                  | 1月28日  | イチゴ       | 茨城県鉾田市         | 寺川綾（3回目の出演） 辻口博啓                                   | 村田和寿（イチゴ生産者）                                      |
| 86                                                                                  | 2月4日   | 海苔         | 島根県出雲市         | 神保悟志（俳優） 青木利勝                                        | 渡部喜美恵（海苔漁）                                          |
| 87                                                                                  | 2月11日  | 【パエリア】 | 石川県能登半島       | 田中律子（4回目の出演） 松田丈志（元競泳日本代表） 葉山馨一      | 梅本明、梅本まゆみ、梅本洋介                                  |
| 88                                                                                  | 2月18日  | キンメダイ   | 静岡県東伊豆町       | つるの剛士（タレント） 大江憲一郎                                | 鈴木精（キンメダイ漁師）                                      |
| 89                                                                                  | 2月25日  | 黒糖         | 鹿児島県奄美大島     | 潮田玲子（3回目の出演） 佐々木勝                                 | 叶辰郎、叶淳子（黒糖生産者）                                  |
| 90                                                                                  | 3月4日   | 【備長炭】   | 和歌山県紀州         | 東ちづる（女優） 猪俣善人                                        | 北山増男                                                      |
| 91                                                                                  | 3月11日  | 小江戸黒豚   | 埼玉県川越市         | 渡辺徹（3回目の出演） 片岡護                                     |                                                               |
| 92                                                                                  | 3月18日  | 【天ぷら】   | 千葉県富津市         | 真琴つばさ（10回目の出演） 近藤文夫                              | 平野裕敏                                                      |
| （3月25日は『池上彰のニュースそうだったのか!!』2時間半SPのため休止）                |          |              |                      |                                                                  |                                                               |
| 93                                                                                  | 4月1日   | アジ         | 静岡県熱海市         | 把瑠都凱斗（3回目の出演） 米村昌泰                               |                                                               |
| 94                                                                                  | 4月8日   | ハマグリ     | 熊本県熊本市         | つるの剛士（2回目の出演） 笹島保弘                               | 堺定                                                          |
| 95                                                                                  | 4月15日  | 【春野菜】   | 静岡県富士宮市       | 前川泰之（2回目の出演） 五十嵐美幸                               | 松木一浩                                                      |
| 96                                                                                  | 4月22日  | レモン       | 岩城島               | 松田丈志（2回目の出演） 高木康政                                 | 脇義富                                                        |
| 97                                                                                  | 4月29日  | 【弁当】     | 福岡県               | 浅香唯（2回目の出演） 笹岡隆次                                   | 十八代目柴田玉樹                                              |
| 98                                                                                  | 5月6日   | 春キャベツ   | 千葉県銚子市         | 森尾由美（2回目の出演） 吉野建                                   | 長島正                                                        |
| 99                                                                                  | 5月13日  | 飛騨牛       | 岐阜県土岐市         | 菊池桃子（女優） 大江憲一郎                                      | 西尾順三 西尾忠臣                                             |
| 100                                                                                 | 5月20日  | 【鮨】       | 北海道根室市         | 真壁刀義（プロレスラー） 把瑠都凱斗（4回目の出演） 青木利勝      | 堀雄二                                                        |
| 101                                                                                 | 5月27日  | 【天ぷら】   | 東京湾               | 宇梶剛士（俳優） 寺川綾（4回目の出演） 鈴木雄大（俳優） 近藤文夫 | 大野和彦（スズキ漁）                                          |
| 102                                                                                 | 6月3日   | 【酢豚】     | 鹿児島県             | 濱田マリ（女優） 佐野岳（2回目の出演） 柳谷雅樹                  | 藏元忠明（黒酢の匠） 平邦範（黒豚の匠）                       |
| 103                                                                                 | 6月10日  | 蜂蜜         | 岩手県盛岡市         | 的場浩司（俳優） 辻口博啓                                        | 藤原誠太                                                      |
| 104                                                                                 | 6月17日  | イワシ       | 千葉県九十九里町     | 雛形あきこ（女優） 片岡護                                        | 小栗山尚宏 小栗山裕太                                         |
| 105                                                                                 | 6月24日  | 山椒         | 栃木県日光市         | 渡辺徹（4回目の出演） 米村昌泰                                   | 石澤寿恵子                                                    |
| 106                                                                                 | 7月1日   | チーズ       | 広島県三次市         | 真壁刀義（2回目の出演） 山本尚徳                                 | 松原正典                                                      |
| 107                                                                                 | 7月8日   | ジュンサイ   | 秋田県三種町         | 遼河はるひ（7回目の出演） 神田裕行                               | 石井カツ子（ジュンサイ摘み）                                  |
| （7月15日は「オールスターゲーム・第2戦」中継のため休止）                            |          |              |                      |                                                                  |                                                               |
| 108                                                                                 | 7月22日  | ワサビ       | 東京都奥多摩町       | 前川泰之（3回目の出演） 細川貴志                                 | 佐藤勉（ワサビ生産者）                                        |
| 109                                                                                 | 7月29日  | 伊達鶏       | 福島県伊達市         | 浅香唯（3回目の出演） 猪俣善人                                   | 高橋義之                                                      |
| 110                                                                                 | 8月5日   | あごだし     | 石川県珠洲市         | 勝村政信（俳優） 笹岡隆次                                        | 新谷吉江                                                      |
| 111                                                                                 | 8月12日  | にんにく     | 青森県十和田市       | 神保悟志（2回目の出演） 李国超                                   | 甲田一博                                                      |
| 112                                                                                 | 8月19日  | ミズダコ     | 北海道留萌郡・留萌市 | 中尾明慶（俳優） 葉山馨一                                        | 黒澤勝彦（ミズダコ漁の匠）                                    |
| （8月26日は『人生の楽園』1時間SPのため休止）                                        |          |              |                      |                                                                  |                                                               |
| 113                                                                                 | 9月2日   | コハダ       | 佐賀県               | 伍代夏子（歌手） 前田康衛                                        | 寺田豊、寺田勉（コハダ漁兄弟）                                |
| 114                                                                                 | 9月9日   | 放牧豚       | 福島県郡山市         | 把瑠都凱斗（5回目の出演） 神谷英生                               | 降矢敏朗、降矢セツ子                                          |
| 115                                                                                 | 9月16日  | ブドウ       | 長野県上田市         | 的場浩司（2回目の出演） 辻口博啓                                 | 飯塚芳幸                                                      |
| （9月23日は『池上彰のニュースそうだったのか!!』2時間半SPのため休止）                |          |              |                      |                                                                  |                                                               |
| 116                                                                                 | 9月30日  | スルメイカ   | 静岡県西伊豆         | 佐野岳（3回目の出演） 五十嵐美幸                                 | 鈴木恵輝                                                      |
| 117                                                                                 | 10月7日  | 内藤唐辛子   | 東京都三鷹市         | 菊池桃子（2回目の出演） 小倉知巳                                 | 成田重行                                                      |
| （10月14日は『陸海空 地球征服するなんて』2時間半SPのため休止）                      |          |              |                      |                                                                  |                                                               |
| 118                                                                                 | 10月21日 | カボチャ     | 山梨県甲州市         | 佐藤仁美（女優） 大宮勝雄                                        | 廣瀬隆（天空かぼちゃの匠）                                    |
| 119                                                                                 | 10月28日 | クリ         | 茨城県かすみがうら市 | 宇梶剛士（2回目の出演） 佐々木勝                                 | 福田秀世                                                      |
| （11月4日は「SMBC日本シリーズ・第6戦『福岡ソフトバンク×横浜DeNA』」中継のため休止） |          |              |                      |                                                                  |                                                               |
| 120                                                                                 | 11月11日 | キノコ       | 山形県西川町         | 遼河はるひ（8回目の出演） 山岡昌治                               | 渋谷保男（地元キノコ狩りの匠）                                |
| 121                                                                                 | 11月18日 | サツマイモ   | 千葉県成田市         | 的場浩司（2回目の出演） 辻口博啓                                 | 大木八史郎                                                    |
| 122                                                                                 | 11月25日 | 湯葉・大豆   | 京都府               | 三田寛子（女優） 栗栖正博                                        | 七代目越智忠太郎（千丸屋） 二代目北尾吉太郎（北尾吉太郎商店） |
| 123                                                                                 | 12月2日  | 常陸牛       | 茨城県常総市         | 松居直美（タレント） 棚橋弘至（プロレスラー） 熊谷喜八           | 佐藤宏弥                                                      |
| 124                                                                                 | 12月9日  | ノドグロ     | 石川県輪島市         | 神保悟志（3回目の出演） 小林雄二                                 | 東野竹夫、東野亜希                                            |
| 125                                                                                 | 12月16日 | アカガイ     | 宮城県名取市         | 真壁刀義（2回目の出演） 前田康衛                                 | 出雲浩行                                                      |
| 126                                                                                 | 12月23日 | サケ         | 新潟県村上市         | 松田丈志（3回目の出演） 片岡護                                   | 大滝一郎、大滝幸吉、大滝清治（居張り綱漁の匠）                |
| （12月30日は『雨上がり決死隊のトーク番組アメトーーク!』5時間SPのため休止）          |          |              |                      |                                                                  |                                                               |

| 回                                                                               | 放送日   | 食材                | 産地                 | ロケ出演（芸能人、グランシェフ）                            | 地元の匠                                                         |
| -------------------------------------------------------------------------------- | -------- | ------------------- | -------------------- | ----------------------------------------------------------- | ---------------------------------------------------------------- |
| （1月6日は『人生の楽園』1時間SPのため休止）                                      |          |                     |                      |                                                             |                                                                  |
| 127                                                                              | 1月13日  | 【天ぷら】          | 静岡県駿河湾         | 浅香唯（4回目の出演） 近藤文夫                              | 山田勝美                                                         |
| 128                                                                              | 1月20日  | 雪下野菜            | 山形県村山市         | 迫田孝也（俳優） 五十嵐美幸                                 | 高橋和義、高橋美智子                                             |
| 129                                                                              | 1月27日  | エビ                | 熊本県芦北町         | 菊池桃子（3回目の出演） 笹岡隆次                            | 石村石未（けたうたせ網漁の匠）、宮本三希子（吊るし焼きエビの匠） |
| 130                                                                              | 2月3日   | ジャージー牛        | 群馬県下仁田町       | 渡辺徹（5回目の出演） 神谷英生                              | 須山哲男                                                         |
| 131                                                                              | 2月10日  | 【ゆでぼし大根】    | 長崎県               | 十代目 松本幸四郎（歌舞伎俳優） 青木利勝                    | 松本英喜                                                         |
| 131                                                                              | 2月10日  | マカジキ            | 千葉県               | 真琴つばさ（10回目の出演） 前川泰之（4回目の出演） 近藤文夫 | 嶋津博、嶋津圭一                                                 |
| 132                                                                              | 2月17日  | イチゴ              | 静岡県               | 真壁刀義（2回目の出演） 高木康政                            | 堀井一雄                                                         |
| 133                                                                              | 2月24日  | 鶏卵                | 東京都世田谷区       | 芳本美代子（女優） 吉野健                                   | 吉岡幸彦                                                         |
| 134                                                                              | 3月3日   | 熊川葛              | 福井県若狭町         | 雛形あきこ（女優） 佐々木勝                                 | 西野徳三（葛作りの匠） 藤本正夫、杣長次郎（匠の仲間）            |
| 135                                                                              | 3月10日  | 鰆                  | 千葉県いすみ市       | 前川泰之（5回目の出演） 小林雄二                            | 齋藤俊一郎                                                       |
| 136                                                                              | 3月17日  | 玉葱                | 愛媛県津和地島       | つるの剛士（3回目の出演） 大宮勝雄                          | 福島岩雄、福島春美                                               |
| 137                                                                              | 3月24日  | 海苔                | 千葉県               | 田中律子（5回目の出演） 前田康衛                            | 浜名寅彦                                                         |
| 138                                                                              | 3月31日  | 自然薯              | 茨城県北茨城市       | 浅田舞（4回目の出演） 笹岡隆次                              | 山縣繁一、山縣ミツエ                                             |
| 139                                                                              | 4月7日   | シロウオ            | 山口県               | 勝村政信（2回目の出演） 栗栖正博                            |                                                                  |
| 140                                                                              | 4月14日  | 牛乳                | 東京都八王子市       | 潮田玲子（4回目の出演） 辻口博啓                            | 磯沼正徳、磯沼杏                                                 |
| 141                                                                              | 4月21日  | シラス              | 静岡県               | 浅香唯（5回目の出演） 神保悟志（4回目の出演） 小倉知巳      | 杉山繁、杉山喜規                                                 |
| 142                                                                              | 4月28日  | アサリ              | 広島県廿日市市       | 遼河はるひ（9回目の出演） 片岡護                            | 下戸成治美（アサリ漁の匠）、下戸成敏子（治美の妻）               |
| 143                                                                              | 5月5日   | 黒豚                | 鹿児島県             | 迫田孝也（2回目の出演） 神谷英生                            | 田中武雄、田中陽子                                               |
| 144                                                                              | 5月12日  | ウスメバル          | 青森県               | 佐野岳（4回目の出演） 大江憲一郎                            | 太田直喜                                                         |
| 145                                                                              | 5月19日  | バター              | 岩手県岩泉町         | 伊原靖友                                                    | 中洞正                                                           |
| 146                                                                              | 5月26日  | 太刀魚              | 千葉県               | 真壁刀義（3回目の出演） 小林雄二                            | 磯貝秀樹、磯貝由美子                                             |
| 147                                                                              | 6月2日   | 【九谷焼】          | 石川県金沢市         | 森尾由美（3回目の挑戦） 河田康雄                            | 武腰潤（九谷焼の匠）、武腰外志恵（潤の妻）                       |
| 148                                                                              | 6月9日   | 抹茶                | 京都府宇治市         | 的場浩司（2回目の出演） 佐々木勝                            | 山本晃一郎、山本保代、山本甚太郎                                 |
| 149                                                                              | 6月16日  | カツオ              | 愛媛県愛南町         | 南野陽子（女優） 前田康衛                                   | 竹村隆一                                                         |
| 150                                                                              | 6月23日  | 山菜                | 山形県               | 田中律子（6回目の出演） 新井均                              | 今野信秋                                                         |
| 151                                                                              | 6月30日  | トウモロコシ        | 千葉県館山市         | 菊池桃子（4回目の出演） 山本尚徳                            |                                                                  |
| 152                                                                              | 7月7日   | 岩カキ              | 石川県羽咋市         | 松田丈志（4回目の出演） 大宮勝雄                            | 野口強（天然岩ガキの匠）                                         |
| （7月14日は「オールスターゲーム・第2戦」のため休止）                             |          |                     |                      |                                                             |                                                                  |
| 153                                                                              | 7月21日  | ハチミツ            | 群馬県               | 岡本玲（女優） 伊原靖友                                     | 小野幸広                                                         |
| 154                                                                              | 7月28日  | 桃                  | 山梨県笛吹市         | 的場浩司（3回目の出演） 柴野大造                            | 森田隆文                                                         |
| 155                                                                              | 8月4日   | カンパチ            | 千葉県館山市         | 前川泰之（6回目の出演） 青木利勝                            | 海老原斉                                                         |
| 156                                                                              | 8月11日  | ハモ                | 徳島県小松島         | 本上まなみ（女優） 神田裕行                                 |                                                                  |
| 157                                                                              | 8月18日  | ワサビ              | 静岡県御殿場市       | 榊原郁恵（4回目の出演） 前田康衛                            | 勝又孝道                                                         |
| 158                                                                              | 8月25日  | ジャガイモ          | 山梨県小菅村         | 迫田孝也（3回目の出演） 大宮勝雄                            | 守重廣子、守重敏夫（ジャガイモの匠夫婦）                         |
| （9月1日は『世界が驚いたニッポン! スゴ〜イデスネ!!視察団』2時間半SPのため休止）  |          |                     |                      |                                                             |                                                                  |
| 159                                                                              | 9月8日   | メカジキ            | 宮城県気仙沼市       | 渡辺徹（5回目の出演） 小林雄二                              | 佐々木夫一                                                       |
| 160                                                                              | 9月15日  | メカジキ            | 宮城県気仙沼市       | 渡辺徹（5回目の出演） 小林雄二                              | 佐々木夫一                                                       |
| 161                                                                              | 9月22日  | 秋の京料理 アマダイ | 福井県若狭湾         | 真琴つばさ（11回目の出演） 栗栖正博                         | 上佐近久治、上佐近米弘、上佐近弘輔                               |
| 162                                                                              | 9月29日  | 高原野菜            | 長野県北軽井沢       | 浜口京子（4回目の出演） 吉野建                              | 石田俊雄                                                         |
| 163                                                                              | 10月6日  | ワカサギ            | 茨城県かすみがうら市 | 前川泰之（7回目の出演） 高畑粧由里                          | 安部秀男                                                         |
| 164                                                                              | 10月13日 | ワタリガニ          | 静岡県浜名湖         | 渡辺満里奈（タレント） 片岡護                               | 山下隆司                                                         |
| 165                                                                              | 10月20日 | エチゼンガレイ      | 福井県               | 浅香唯（6回目の出演） 笹岡隆次                              |                                                                  |
| （10月27日は「SMBC日本シリーズ・第1戦 広島東洋×福岡ソフトバンク」戦のため休止）  |          |                     |                      |                                                             |                                                                  |
| 166                                                                              | 11月3日  | クルミ              | 長野県               | 芳本美代子（2回目の出演） 伊原靖友                          | 花岡澄雄                                                         |
| （11月10日は「2018日米野球・第2戦」のため休止）                                  |          |                     |                      |                                                             |                                                                  |
| 167                                                                              | 11月17日 | 柿                  | 神奈川県横浜市       | 的場浩司（4回目の出演） 御園井裕子                          | 長谷川勝行                                                       |
| 168                                                                              | 11月24日 | シジミ 江戸前魚     | 東京湾               | 松田丈志（5回目の出演） 林亮平                              | 中川順治                                                         |
| 169                                                                              | 12月1日  | 鮭                  | 宮城県仙台市         | 神保悟志（5回目の出演） 小林雄二                            | 佐藤義忠                                                         |
| 170                                                                              | 12月8日  | 里イモ              | 山形県最上郡         | 前川泰之（7回目の出演） 大宮勝雄                            | 佐藤信栄、佐藤清子、佐藤春樹、佐藤衣利子                         |
| 171                                                                              | 12月15日 | サツマイモ          | 石川県金沢市         | 青木愛（4回目の出演） 佐々木勝                              | 西澤寛一、西澤和子                                               |
| 172                                                                              | 12月22日 | ブリ                | 新潟県佐渡島         | 森尾由美（4回目の出演） 笹岡隆次                            | 弾正明良                                                         |
| （12月29日は『世界が驚いたニッポン!スゴ～イデスネ!!視察団』2時間半SPのため休止） |          |                     |                      |                                                             |                                                                  |

| 回                                                                       | 放送日   | 食材                 | 産地             | ロケ出演（芸能人、グランシェフ）                                                 | 地元の匠                                                           |
| ------------------------------------------------------------------------ | -------- | -------------------- | ---------------- | -------------------------------------------------------------------------------- | ------------------------------------------------------------------ |
| （1月5日は『人生の楽園』1時間SPのため休止）                              |          |                      |                  |                                                                                  |                                                                    |
| 173                                                                      | 1月12日  | 桜仙峡アズキ         | 長野県           | 浜口京子（5回目の出演） 佐々木勝                                                 | 寺島孝                                                             |
| 174                                                                      | 1月19日  | 練馬大根             | 東京都練馬区     | 松木安太郎（サッカー解説者） 舩大工栄                                            | 渡戸章                                                             |
| 175                                                                      | 1月26日  | 絹ごし豆腐           | 埼玉県所沢市     | 浅香唯（7回目の出演） 林亮平                                                     | 山下健                                                             |
| 176                                                                      | 2月2日   | 鰹節                 | 高知県土佐清水市 | 前川泰之（8回目の出演） 笹岡隆次                                                 |                                                                    |
| 177                                                                      | 2月9日   | ミカン               | 和歌山県         | 真壁刀義（4回目の出演） 御園井裕子                                               | 井上栄次 井上信太郎                                                |
| 178                                                                      | 2月16日  | マダラ               | 山形県鶴岡市     | 渡辺徹（6回目の出演） 近藤文夫                                                   | 飛塚裕実                                                           |
| 179                                                                      | 2月23日  | 海の幸               | 北海道           | 清水宏保（元フィギュアスケート選手） 芳本美代子（3回目の出演） 前田康衛 原内裕子 | 原内裕子                                                           |
| 180                                                                      | 3月2日   | 寒干し大根           | 岐阜県奥飛騨     | 佐野岳（5回目の出演） 五十嵐美幸                                                 | 祢宜洞きぬ子                                                       |
| 181                                                                      | 3月9日   | 湘南はまぐり         | 神奈川県江の島   | 真琴つばさ（12回目の出演） 日高良実                                              | 葉山一郎、葉山博夫                                                 |
| 182                                                                      | 3月16日  | サバ                 | 静岡県西伊豆町   | 菊池桃子（5回目の出演） 小林雄二                                                 | 藤井晴正                                                           |
| （3月23日は『お城好き1万人がガチで投票! お城総選挙』のため休止）         |          |                      |                  |                                                                                  |                                                                    |
| 183                                                                      | 3月30日  | メープルシロップ     | 埼玉県秩父市     | 浅香唯（8回目の出演） 吉野建                                                     | 黒澤保夫、島崎武重郎                                               |
| 184                                                                      | 4月6日   | ホタルイカ           | 富山県滑川市     | つるの剛士（4回目の出演） 結城優                                                 | 水橋一仁                                                           |
| 185                                                                      | 4月13日  | チーズ 牛乳          | 東京都八丈島     | 前川泰之（9回目の出演） 山本尚徳                                                 | 小宮山建、魚谷孝之                                                 |
| 186                                                                      | 4月20日  | 三浦野菜             | 神奈川県         | 遼河はるひ（10回目の出演） 片岡護                                                | 青木紀美江（「青木農園」7代目）、青木喜一（「青木農園」6代目）     |
| 187                                                                      | 4月27日  | タマシャモ           | 埼玉県           | 矢田亜希子（女優） 猪股善人                                                      | 尾島一正                                                           |
| 188                                                                      | 5月4日   | 【天ぷら】           | 東京都東京湾     | 神保悟志（6回目の出演） 元吉和仁                                                 | 高橋勝（漁師）、藤平裕幹（仲買）、浦井義之（仲卸）                 |
| 189                                                                      | 5月11日  | 【貝の握り寿司】     | 愛知県日間賀島   | 芳本美代子（4回目の出演） 青木利勝                                               | 坂口政夫（貝漁の匠）                                               |
| 190                                                                      | 5月18日  | 真鯛                 | 佐賀県唐津市     | 山田純大（俳優） 小林雄二                                                        | 吉田善秀、吉田藤善、吉田善史（以上 漁師）                          |
| （5月25日は『人生の楽園』1時間SPのため休止）                             |          |                      |                  |                                                                                  |                                                                    |
| 191                                                                      | 6月1日   | 茶                   | 埼玉県入間市     | 瀬田玲子（3回目の出演） 伊藤靖友                                                 | 比留間嘉章                                                         |
| 192                                                                      | 6月8日   | イチゴ               | 滋賀県大津市     | 菊池桃子（6回目の出演） 播田修                                                   | 田中勝江（路地イチゴの匠）                                         |
| 193                                                                      | 6月15日  | エビ                 | 富山県富山湾     | 真琴つばさ（13回目の出演） 近藤文夫                                              | 道井秀樹                                                           |
| 194                                                                      | 6月22日  | 【ラッキョウカレー】 | 鳥取県福部町     | 迫田孝也（4回目の出演） 大宮勝雄                                                 | 香川恵、香川佐江子                                                 |
| 195                                                                      | 6月29日  | 駿河湾の魚           | 静岡県           | 長谷川初範（俳優） 岸田周三                                                      | 前田尚毅、望月保志                                                 |
| 196                                                                      | 7月6日   | 江戸崎カボチャ       | 茨城県稲敷市     | 内藤剛志（俳優） 辻内博啓                                                        | 池延美千男                                                         |
| （7月13日は『プロ野球マイナビオールスター・第2戦』のため休止）           |          |                      |                  |                                                                                  |                                                                    |
| 197                                                                      | 7月20日  | 湘南の魚             | 神奈川県         | 松田丈志（6回目の出演） 笹岡隆次                                                 | 磯崎晴一                                                           |
| 198                                                                      | 7月27日  | キハダマグロ         | 東京都八丈島     | 間宮祥太朗（俳優） 前田康衛                                                      | 赤間憲生                                                           |
| 199                                                                      | 8月3日   | ウメ                 | 神奈川県小田原市 | 松井玲奈（女優） 御園井裕子                                                      | 穂坂昇、穂坂珠美                                                   |
| 200                                                                      | 8月10日  | アユ                 | 岐阜県郡上市     | 真壁刀義（5回目の出演） 神田裕行                                                 | 大澤克幸（アユ釣りの匠）                                           |
| 201                                                                      | 8月17日  | マンゴー             | 茨城県           | 雛形あきこ（2回目の出演） 青木定治                                               | 保田幸雄                                                           |
| 202                                                                      | 8月24日  | ケンサキイカ         | 佐賀県           | 前川泰之（10回目の出演） 難波英史                                                | 折尾善久（イカ漁師）                                               |
| 203                                                                      | 8月31日  | キャベツ             | 群馬県嬬恋村     | 渡辺徹（7回目の出演） 戸田亘                                                     | 萩原保広                                                           |
| 204                                                                      | 9月7日   | 下栗イモ             | 長野県飯田市     | 芳本美代子（5回目の出演） 熊谷喜八                                               | 野牧武                                                             |
| 205                                                                      | 9月14日  | 鶏卵                 | 山形県           | 清水宏保（2回目の出演） 大宮勝雄                                                 | 松浦眞紀子（卵の匠）                                               |
| 206                                                                      | 9月21日  | シラス               | 兵庫県淡路市     | 棚橋弘至（プロレスラー） 山本尚徳                                                | 岸本保                                                             |
| 207                                                                      | 9月28日  | 金ゴマ               | 埼玉県日高市     | 森末慎二（元・体操競技選手） 菊島弘従                                            | 鈴木香純                                                           |
| 208                                                                      | 10月5日  | そば                 | 長野県           | 勝村政信（俳優） 吉田多加展                                                      | 木曽茂                                                             |
| 209                                                                      | 10月12日 | マグロ               | 青森県           | 宇梶剛士（俳優） 小林雄二                                                        | 藤枝亮一、須藤番教                                                 |
| 210                                                                      | 10月19日 | メカジキ             | 宮城県気仙沼市   | 迫田孝也（5回目の出演） 李国超                                                   | 千葉和則                                                           |
| 211                                                                      | 10月26日 | ヨシキリザメ         | 宮城県気仙沼市   | 迫田孝也（5回目の出演） 李国超                                                   | 千葉和則                                                           |
| 212                                                                      | 11月2日  | あけぼの大豆         | 山梨県身延町     | 岡本玲（2回目の出演） 林亮平                                                     | 佐藤三子                                                           |
| 213                                                                      | 11月9日  | イセエビ             | 三重県志摩市     | 真琴つばさ（14回目の出演） 近藤文夫                                              | 柴原正信、柴原秀奈                                                 |
| 214                                                                      | 11月16日 | キノコ               | 新潟県妙高山     | 佐野岳（6回目の出演） 山岡昌治                                                   | 志賀茂                                                             |
| 215                                                                      | 11月23日 | あきたこまち サケ    | 秋田県           | 山田純大（2回目の出演） 堀内さやか                                               | 三浦尚、佐々木豊（以上 鮭漁の匠）、伊藤容一郎（お米農家）          |
| 216                                                                      | 11月30日 | 牛乳                 | 神奈川県山北町   | 長谷川初範（2回目の出演） 遠山忠芳                                               | 島崎薫                                                             |
| （12月7日は『サンドウィッチマン&芦田愛菜の博士ちゃん』90分SPのため休止） |          |                      |                  |                                                                                  |                                                                    |
| 217                                                                      | 12月14日 | 江戸前の幸           | 東京都           | 松田丈志（7回目の出演） 新井均                                                   | 小島一幸、小島一宏                                                 |
| 218                                                                      | 12月21日 | 寒ブリ               | 富山県富山湾     | 前川泰之（11回目の出演） 小林雄二                                                | 門島衛                                                             |
| 219                                                                      | 12月28日 | 八丁味噌             | 愛知県豊田市     | 遼河はるひ（11回目の出演） 笹岡隆次                                              | 野田清衛（味噌の匠）、野田好成、高橋宏人（蔵頭）、堀木夏子（職人） |

| 回                                                                         | 放送日   | 食材                                | 産地                                                 | ロケ出演（芸能人、グランシェフ）                                     | 地元の匠                                                               |
| -------------------------------------------------------------------------- | -------- | ----------------------------------- | ---------------------------------------------------- | -------------------------------------------------------------------- | ---------------------------------------------------------------------- |
| （1月4日は『サンドウィッチマン&芦田愛菜の博士ちゃん』90分SPのため休止）    |          |                                     |                                                      |                                                                      |                                                                        |
| 220                                                                        | 1月11日  | 伊吹大根                            | 滋賀県伊吹山                                         | あめくみちこ（女優） 林亮平                                          | 前澤静尾                                                               |
| 221                                                                        | 1月18日  | トロさわら                          | 三重県答志島                                         | 松木安太郎（2回目の出演） 田中佑樹                                   |                                                                        |
| 222                                                                        | 1月25日  | 甘エビ                              | 新潟県糸魚川市                                       | 浅田舞（5回目の出演） 結城優                                         | 磯谷光一、磯谷正二                                                     |
| （2月1日は『サンドウィッチマン&芦田愛菜の博士ちゃん』90分SPのため休止）    |          |                                     |                                                      |                                                                      |                                                                        |
| 223                                                                        | 2月8日   | 鮨 金目鯛                           | 静岡県伊豆                                           | 陣内孝則（2回目の出演） 渡邊匡康                                     | 鈴木喜一、鈴木ひとみ                                                   |
| 224                                                                        | 2月15日  | モヤシ                              | 山形県米沢市                                         | 勝村政信（2回目の出演） 大竹林太郎                                   | 鈴木巌                                                                 |
| 225                                                                        | 2月22日  | 江戸東京野菜                        | 東京都瑞穂町                                         | 松田丈志（8回目の出演） 寺川綾（5回目の出演） 堀田さやか             | 東京都立瑞穂農芸高等学校                                               |
| 225                                                                        | 2月22日  | 静岡海の幸                          | 静岡県                                               | 中山優馬（俳優） 武井壮（元・陸上競技選手） 小林雄二                 | 静岡県立焼津水産高等学校                                               |
| 226                                                                        | 2月29日  | 和牛（和牛甲子園）                  | 福島県                                               | 真壁刀義（6回目の出演） 木下威征                                     | 福島県立会津農林高等学校 畜産専攻班                                    |
| （3月7日は『サンドウィッチマン&芦田愛菜の博士ちゃん』2時間半SPのため休止） |          |                                     |                                                      |                                                                      |                                                                        |
| 227                                                                        | 3月14日  | 【焼き鳥】                          | 長野県大鹿村                                         | 二代目 尾上松也（歌舞伎俳優） 猪股善人                               | 平瀬長安                                                               |
| 228                                                                        | 3月21日  | ジビエ                              | 静岡県浜松市                                         | 前川泰之（12回目の出演） 加藤諒（俳優） 神谷英生                     | 片桐邦雄、片桐尚矢、片桐真矢                                           |
| 229                                                                        | 3月28日  | 田んぼ豚                            | 宮城県登米市                                         | 一ノ瀬颯（俳優） 佐藤光朗                                            | 鈴木豊                                                                 |
| 230                                                                        | 4月4日   | 小松菜                              | 千葉県西船橋                                         | 平岡祐太（俳優） 柴野大造                                            | 平野代一                                                               |
| 231                                                                        | 4月11日  | 白タケノコ                          | 千葉県大多喜町                                       | 佐伯大地（俳優） 新井均                                              | 君塚啓二                                                               |
| 232                                                                        | 4月18日  | 新玉ねぎ ヒジキ                     | 広島県倉橋島                                         | 高田夏帆（女優） 日高良実                                            |                                                                        |
| 233                                                                        | 4月25日  | ワカメ                              | 神奈川県鎌倉市                                       | 奥野壮（俳優） 片岡護                                                | 奥田有子                                                               |
| 234                                                                        | 5月2日   | サワラ                              | 房総半島                                             | 前川泰之（13回目の出演） 小林雄二                                    | （なし）                                                               |
| 234                                                                        | 5月2日   | メカジキ                            | 宮城県気仙沼市                                       | 前川泰之（13回目の出演） 小林雄二                                    | （なし）                                                               |
| 235                                                                        | 5月9日   | 【江戸前寿司】                      | 東京都銀座                                           | 真壁刀義（7回目の出演） 把瑠都凱斗（6回目の出演） 前田康             | （なし）                                                               |
| 235                                                                        | 5月9日   | 【江戸前寿司】                      | 東京都築地                                           | 南野陽子（2回目の出演） 青木利勝                                     | （なし）                                                               |
| 236                                                                        | 5月16日  | 【ピザパイ】                        | （なし）                                             | 前川泰之（14回目の出演） 山本尚徳                                    | （なし）                                                               |
| 236                                                                        | 5月16日  | 【パスタ】                          | （なし）                                             | 遼河はるひ（12回目の出演） 片岡護                                    | （なし）                                                               |
| 237                                                                        | 5月23日  | 【江戸前天ぷら】                    | （2017年3月18日放送分と2018年6月23日放送分の再放送） | （2017年3月18日放送分と2018年6月23日放送分の再放送）                 | （2017年3月18日放送分と2018年6月23日放送分の再放送）                   |
| 238                                                                        | 5月30日  | 【イチゴパンケーキ】                | 茨城県鉾田市 岩手県盛岡市                            | 的場浩司（5回目の出演） 寺川綾（6回目の出演） 辻内博啓               | （なし）                                                               |
| 239                                                                        | 6月6日   | 【ハンバーグ】                      | 神奈川県山北町 東京都世田谷区                        | 長谷川初範（3回目の出演） 芳本美代子（6回目の出演） 吉野建 遠山忠芳  | （なし）                                                               |
| 240                                                                        | 6月13日  | 【お好み焼き】 【焼きそば】         | 群馬県嬬恋村 愛知県日間賀島                          | 渡辺徹（8回目の出演） 遼河はるひ（13回目の出演） 戸田亘 工藤敏之     | （なし）                                                               |
| 241                                                                        | 6月20日  | 【日本そば】                        | 長野県佐久市 高知県土佐清水市                        | 勝村政信（3回目の出演） 前川泰之（15回目の出演） 吉田多加展 笹岡隆次 | 木曽茂（そば栽培の匠） 大西文和（宗田鰹漁の匠） 武政嘉八（宗田節の匠） |
| 242                                                                        | 6月27日  | 【手巻き寿司】                      | 静岡県南伊豆町                                       | 陣内孝則（3回目の出演） 渡邊匡康                                     | 鈴木喜一、鈴木ひとみ                                                   |
| 243                                                                        | 7月4日   | 【冷やし中華】                      | （なし）                                             | 佐伯大地（2回目の出演） 森末慎二（2回目の出演） 菊島弘従             | 鈴木香純                                                               |
| 244                                                                        | 7月11日  | 【サバ茶漬け】 【イワシ梅じそ焼き】 | 千葉県                                               | 中山優馬（2回目の出演） 小林雄二                                     | （なし）                                                               |
| 245                                                                        | 7月18日  | 【バーベキュー】 【カレーライス】   | （なし）                                             | 佐野岳（7回目の出演） 迫田孝也（6回目の出演） 大宮勝雄               | 守重廣子（ジャガイモ栽培の匠）                                         |
| 246                                                                        | 7月25日  | 【パエリア】                        | 神奈川県葉山町                                       | 高田夏帆（2回目の出演） 結城優                                       | 畠山晶                                                                 |
| 247                                                                        | 8月1日   | ウナギ                              | 茨城県茨城町                                         | 味方良介（俳優） 時任恵司                                            | 横田紀行                                                               |
| 248                                                                        | 8月8日   | トウモロコシ                        | 千葉県我孫子市                                       | 堀田茜（女優） 小倉知巳                                              | 香取岳夫、香取郁美                                                     |
| （8月15日は『サンドウィッチマン&芦田愛菜の博士ちゃん』90分SPのため休止）   |          |                                     |                                                      |                                                                      |                                                                        |
| 249                                                                        | 8月22日  | 相州牛                              |                                                      | 雛形あきこ（3回目の出演） 神谷英生                                   | 長崎光次                                                               |
| 250                                                                        | 8月29日  | 夏野菜                              | 東京都日野市                                         | 浅田舞（6回目の出演） 日高良実                                       | 川名桂                                                                 |
| 251                                                                        | 9月5日   | マコガレイ                          | 千葉県富津市                                         | 佐伯大地（2回目の出演） 林亮平                                       | 鈴木祥夫                                                               |
| 252                                                                        | 9月12日  | アジ カツオ シラス                  | 神奈川県平塚市                                       | 高橋文哉（俳優） 小林雄二                                            | 田中邦男、田中勇輝                                                     |
| （9月19日は『サンドウィッチマン&芦田愛菜の博士ちゃん』90分SPのため休止）   |          |                                     |                                                      |                                                                      |                                                                        |
| 253                                                                        | 9月26日  | 海の幸                              | 神奈川県江の島                                       | 神田穣（俳優） 笹岡隆次                                              | 北村治之（「江の島片瀬漁業協同組合」組合長）                           |
| 254                                                                        | 10月3日  | 【海の幸パスタ】                    | 静岡県下田市                                         | 高田夏帆（3回目の出演） 片岡護                                       | 藤井多喜男、藤井京子                                                   |
| 255                                                                        | 10月10日 | 栗                                  | 長野県小布施町                                       | 岡本玲（3回目の出演） 吉野建                                         | 平松幸明                                                               |
| 256                                                                        | 10月17日 | 豆腐                                | 長野県軽井沢町                                       | 渡辺裕太（2回目の出演） 堀内さやか                                   | 森雄大、森友実                                                         |
| 257                                                                        | 10月24日 | 松茸                                | 長野県別所温泉                                       | 遼河はるひ（14回目の出演） 山岡昌治                                  | 池田榮吾                                                               |
| 258                                                                        | 10月31日 | シジミ                              | 東京都羽田                                           | 浅田舞（7回目の出演） 田中佑樹                                       | 鈴木弘次                                                               |
| 259                                                                        | 11月7日  | サツマイモ                          | 静岡県三島市                                         | 長濱ねる（タレント） 伊原靖友                                        | 平野光直                                                               |
| 260                                                                        | 11月14日 | 米                                  | 神奈川県横浜市                                       | 松田丈志（9回目の出演） 李国超                                       | 佐藤克徳                                                               |
| （11月21日は『サンドウィッチマン&芦田愛菜の博士ちゃん』90分SPのため休止）  |          |                                     |                                                      |                                                                      |                                                                        |
| 261                                                                        | 11月28日 | マイタケ                            | 山梨県丹波山村                                       | 高田夏帆（4回目の出演） 笹岡隆次                                     | 酒井隆幸、青柳雄大（マイタケ栽培の匠）、保坂幸徳（ジビエハンター）     |
| 262                                                                        | 12月5日  | ミカン                              | 神奈川県小田原市                                     | 雛形あきこ（4回目の出演） 青木定治                                   | 秋澤芳雄、秋澤史隆                                                     |
| 263                                                                        | 12月12日 | 深谷ネギ                            | 埼玉県深谷市                                         | 佐伯大地（3回目の出演） 猪股善人                                     | 荒木俊彦、村田正博                                                     |
| （12月19日は『笑顔の瞬間スペシャル2020〜幸せ量産地球号〜』のため休止）     |          |                                     |                                                      |                                                                      |                                                                        |
| 264                                                                        | 12月26日 | エチゼンガニ                        | 福井県                                               | 高島礼子（女優） 畑地久満                                            | 山下義弘（エチゼンガニ漁の匠）、山下弘嗣、山下大輝                     |

| 回                                                                        | 放送日   | 食材               | 産地               | ロケ出演（芸能人、グランシェフ）                                                           | 地元の匠                                                                           |
| ------------------------------------------------------------------------- | -------- | ------------------ | ------------------ | ------------------------------------------------------------------------------------------ | ---------------------------------------------------------------------------------- |
| （1月2日は『夢対決!とんねるずのスポーツ王は俺だ!スペシャル』のため休止）  |          |                    |                    |                                                                                            |                                                                                    |
| 265                                                                       | 1月9日   | 南房総の海の幸     | 南房総の海の幸     | 前川泰之（16回目の出演） 渡邊匡康                                                          | 酒井安司、酒井芳枝                                                                 |
| 266                                                                       | 1月16日  | キャベツ           | 広島県             | 桜井玲香（女優） 片山義邦                                                                  | 谷口浩一                                                                           |
| 267                                                                       | 1月23日  | 白菜               | 宮城県仙台市       | 矢田亜希子（2回目の出演） 小林雄二                                                         | 萱場哲男、萱場市子                                                                 |
| 268                                                                       | 1月30日  | 海の幸             | 茨城県             | 水沢エレナ（ファッションモデル） 西野正己                                                  | 松川浩幸（ヤリイカ漁の匠）                                                         |
| 269                                                                       | 2月6日   | 凍みコンニャク     | 茨城県大子町       | 中山優馬（3回目の出演） 大江憲一郎                                                         | 栗田晋一                                                                           |
| 270                                                                       | 2月13日  | イチゴ             | 埼玉県本庄市       | 岡本玲（4回目の出演） 成田一世                                                             | 五十嵐淳                                                                           |
| 271                                                                       | 2月20日  | 【江戸前寿司】     | 千葉県南房総市     | 菊池桃子（7回目の出演） 朝日奈央（タレント） 菊池風磨（Sexy Zone） 小池徹平（俳優）        | 山口勇治（サザエ漁の匠） 渡辺吉洋（「東安房漁協」船頭）                            |
| 272                                                                       | 2月27日  | 【ピザパイ】       | 東京都三鷹市       | 潮田玲子（4回目の出演） 山本尚徳                                                           | 岡田啓太                                                                           |
| 273                                                                       | 3月6日   | 【パエリア】       | 神奈川県横須賀市   | 峰竜太（俳優） 下嶋兄（タレント、峰の息子） 日高良実                                       | 宮川聡                                                                             |
| 274                                                                       | 3月13日  | レタス             | 東京都町田市       | 松田丈志（10回目の出演） 長濱ねる（2回目の出演） 島本亮                                    | 渡邊博之（玉川大学教授）                                                           |
| （3月20日は『サンドウィッチマン&芦田愛菜の博士ちゃん』90分SPのため休止）  |          |                    |                    |                                                                                            |                                                                                    |
| 275                                                                       | 3月27日  | 牛乳               | 神奈川県平塚市     | 佐野岳（7回目の出演） 奥野義幸                                                             | 片倉幸一、松本七海                                                                 |
| 276                                                                       | 4月3日   | ネギ               | 埼玉県熊谷市       | 矢田亜希子（3回目の出演） 笹岡隆次                                                         | 遠藤友章、遠藤政子                                                                 |
| 277                                                                       | 4月10日  | 湘南ゴールド       | 神奈川県小田原市   | 浅田舞（8回目の出演） 辻口博啓                                                             | 矢郷史郎                                                                           |
| 278                                                                       | 4月17日  | 横須賀野菜         | 神奈川県横須賀市   | 駒木根葵汰（俳優。『機界戦隊ゼンカイジャー』五色田介人 / ゼンカイザー役） 小倉知巳         | 鈴木優也                                                                           |
| 279                                                                       | 4月24日  | キンメダイ         | 神奈川県三浦半島   | 長野博（20th Century） 小野淳平                                                            | 鈴木俊哉、鈴木元貴                                                                 |
| 280                                                                       | 5月1日   | ホンビノスガイ     | 千葉県             | 夏菜（女優） 結城優                                                                        | 打野直人（匠）、須藤由紀（匠のパートナー）                                         |
| 281                                                                       | 5月8日   | ニンジン           | 長野県飯山市       | 渡辺裕太（2回目の出演） 近藤文夫                                                           | 江口宗晴                                                                           |
| 282                                                                       | 5月15日  | タマネギ           | 千葉県白子町       | 佐伯大地（4回目の出演） 遠山忠芳                                                           | 細谷啓子                                                                           |
| 283                                                                       | 5月22日  | アナゴ             | 東京湾             | 前川泰之（17回目の出演） 木崎ゆりあ（女優） 小林雄二                                       | 斎田芳之                                                                           |
| 284                                                                       | 5月29日  | 【すき焼き】       | 東京都青梅市       | 遼河はるひ（15回目の出演） 奥野壮（2回目の出演） 奥田透                                    | 靱矢正、靱矢由美子                                                                 |
| 285                                                                       | 6月5日   | トマト             | 埼玉県さいたま市   | 小田井涼平（純烈） 高田夏帆（5回目の出演） 大宮勝雄                                        | 榎本みさ子                                                                         |
| 286                                                                       | 6月12日  | 房州ビワ           | 千葉県南房総市     | 真壁刀義（8回目の出演） 長濱ねる（3回目の出演） 成田一世                                   | 穂積昭治、穂積優子                                                                 |
| 287                                                                       | 6月19日  | ヨーロッパ野菜     | 埼玉県             | 神保悟志（7回目の出演） 宇垣美里（フリーアナウンサー） 吉野建                              | 森田剛史（さいたまヨーロッパ野菜研究会）、関根一雄（さいたまヨーロッパ野菜研究会） |
| 288                                                                       | 6月26日  | タコ               | 神奈川県横須賀市   | 夏菜（2回目の出演） 片岡護                                                                 | 柴崎好郁、柴崎弥春、柴崎浩美（タコ漁師一家）                                       |
| 289                                                                       | 7月3日   | 夏野菜             | 神奈川県綾瀬市     | 浅田舞（9回目の出演） 塚本高史（俳優） 山本尚徳                                            | 比留川実                                                                           |
| 290                                                                       | 7月10日  | ニラ               | 神奈川県海老名市   | 須田亜香里（歌手、SKE48メンバー） 鳥越裕貴（俳優） 菊島弘従                                | 伊田順一、伊田忍子                                                                 |
| （7月17日は「プロ野球マイナビオールスター・第2戦」のため休止）            |          |                    |                    |                                                                                            |                                                                                    |
| （7月24日は「東京オリンピック」のため休止）                               |          |                    |                    |                                                                                            |                                                                                    |
| 291                                                                       | 7月31日  | 【冷やし中華】     | 神奈川県小田原市   | 菊池桃子（8回目の出演） 浮所飛貴（美 少年） 佐藤龍我（美 少年） 森光隆                     | 石井久喜、石井君恵                                                                 |
| （8月7日は「東京オリンピック」のため休止）                                |          |                    |                    |                                                                                            |                                                                                    |
| 292                                                                       | 8月14日  | 【野菜カレー】     | 千葉県千葉市       | 峯岸みなみ（タレント） 黒沢薫（ゴスペラーズ） 鎌田英基                                     | 香西真菜美、岩山雅子                                                               |
| 293                                                                       | 8月21日  | クルマエビ         | 千葉県富津市       | 赤井英和（俳優） 桜井玲香（2回目の出演） 前田康衛                                          | 小泉勝                                                                             |
| 294                                                                       | 8月28日  | 夏の海の幸         | 千葉県             | 山下健二郎（三代目 J SOUL BROTHERS from EXILE TRIBE） 井上咲楽（タレント） 青木利勝        | 礒貝秀樹、礒貝由美子                                                               |
| 295                                                                       | 9月4日   | モモ               | 埼玉県秩父市       | 横山由依（女優・タレント） 與那城奨（JO1） 木全翔也（JO1） 徳永純司                        | 富田正明、富田洋平                                                                 |
| 296                                                                       | 9月11日  | ショウガ           | 東京都八王子市     | 須田亜香里（2回目の出演） 東啓介（俳優） 林亮平                                            | 中西忠一、中西真一                                                                 |
| 297                                                                       | 9月18日  | シラス             | 神奈川県三浦市三崎 | 山田純大（3回目の出演） 牧野真莉愛（モーニング娘。'21） 小林雄二                           | 宮川元彦、宮川航                                                                   |
| 298                                                                       | 9月25日  | 【海鮮五目中華丼】 | 千葉県いすみ市     | 雛形あきこ（5回目の出演） 本高克樹（7 MEN 侍） 鯨井勇一                                    | 山本元次郎、山本洋子、山本幸夫（漁師一家）                                         |
| 299                                                                       | 10月2日  | 新米               | 千葉県鴨川市       | 滝川鯉斗（落語家） 中村ゆりか（女優） 渡邊匡康                                             | 井上静雄                                                                           |
| 300                                                                       | 10月9日  | 新松戸レモン       | 千葉県松戸市       | 的場浩司（6回目の出演） 秋元真夏（歌手、乃木坂46メンバー） 成田一世                        |                                                                                    |
| 301                                                                       | 10月16日 | 天ぷら×新そば      | 神奈川県秦野市     | 前川泰之（18回目の出演） 近藤文夫                                                          | 石井勝孝、石井絵里子、石井翔子                                                     |
| 302                                                                       | 10月23日 | サツマイモ         | 千葉県香取市       | 浅田舞（10回目の出演） 真壁刀義（9回目の出演） 青木定治                                    | 斎藤勝幸（サツマイモ作りの匠）                                                     |
| 303                                                                       | 10月30日 | サザエ             | 神奈川県真鶴町     | 寺川綾（7回目の出演） 曽田陵介（俳優） 弓削啓太                                            | 衛藤昌弘（「AMAYA」代表） 山田義行（漁師）                                         |
| 304                                                                       | 11月6日  | ギンナン           | 東京都三鷹市       | DAIGO（BREAKERZ） 新井均                                                                   | 山本達也、山本さくら                                                               |
| 305                                                                       | 11月13日 | ワカサギ           | 神奈川県箱根町     | 和田正人（俳優） 北原里英（女優） 笹岡隆次                                                 | 仁階堂誠                                                                           |
| 306                                                                       | 11月20日 | 天然キノコ         | 千葉県君津市       | 山下健二郎（2回目の出演） 堀内さやか                                                       | 岩田和久                                                                           |
| 307                                                                       | 11月27日 | チーズ             | 埼玉県日高市       | 福本莉子（女優） 佐野岳（8回目の出演） 大宮勝雄                                            | 加藤満、加藤恵美子、加藤忠司                                                       |
| 308                                                                       | 12月4日  | 大豆               | 神奈川県厚木市     | 遼河はるひ（16回目の出演） 中山優馬（4回目の出演） 御園井裕子                              | 臼井スミ子                                                                         |
| 309                                                                       | 12月11日 | 伝統の地引網漁     | 神奈川県二宮町     | 前川泰之（19回目の出演） 横山由依（2回目の出演） 田中佑樹                                  | 大谷周                                                                             |
| （12月18日は『サンドウィッチマン&芦田愛菜の博士ちゃん』90分SPのため休止） |          |                    |                    |                                                                                            |                                                                                    |
| 310                                                                       | 12月25日 | 海鮮土鍋ご飯       | 神奈川県小田原市   | 朝日奈央（2回目の出演） ウルフ・アロン（東京五輪 柔道男子100kg級 金メダリスト） 脇元かな子 | 原辰宏（漁師）                                                                     |

| 回 | 放送日         | 食材               | 産地                 | ロケ出演（芸能人、グランシェフ） | 地元の匠                                                                 |
| --- | -------------- | ------------------ | -------------------- | --- | ------------------------------------------------------------------------ |
| （1月1日は『芸能人格付けチェック 2022お正月スペシャル』（朝日放送テレビ製作。17:00 - 21:00）のため休止） |                |                    |                      | |                                                                          |
| 311 | 1月8日         | 江戸前オイスター   | 千葉県               | 花田虎上（第66代横綱若乃花） 高山一実（タレント） 鯰江真仁 | 浅倉正信、小柴春海                                                       |
| 312 | 1月15日        | 白菜               |                      | 潮田玲子（5回目の出演） 武尊（K-1王者） アン・チョンエ | 松島章倫、松島圭佑                                                       |
| 313 | 1月22日        | 寒ブリ             | 福井県               | 勝村政信（4回目の出演） 小林雄二 | 谷口芳哉                                                                 |
| 314 | 1月29日        | 加能ガニ           | 石川県加賀市         | 高島礼子（2回目の出演） 青木利勝 | 小川智生                                                                 |
| 315 | 2月5日         | 波乗り鰆           | 静岡県御前崎市       | 松田丈志（11回目の出演） 高田夏帆（6回目の出演） 笹岡隆次 | 曽根寅二                                                                 |
| 316 | 2月12日        | 北海道の海の幸     | 北海道               | 中村雅俊（俳優） 入山杏奈（歌手、AKB48メンバー） 中山優馬（5回目の出演） 丸山桂里奈（元女子サッカー選手、元サッカー日本女子代表） 本並健治（元サッカー日本代表） 前田康衛 原内裕子 |                                                                          |
| 317 | 2月19日        | れんこん           | 茨城県かすみがうら市 | 前川泰之（20回目の出演） 田中佑樹 | 江後田一也                                                               |
| 318 | 2月26日        | 立川野菜イタリアン | 東京都               | 山下健二郎（3回目の出演） 片岡護 | 須崎彦義（ウドの匠）、伊藤彰（烏骨鶏の匠）、鈴木富善（西洋野菜作りの匠） |
| 319 | 3月5日         | 海苔               | 神奈川県横浜市       | 横山由依（3回目の出演） 渡邉匡康 | 緑川和希、黒川和彦                                                       |
| 320 | 3月12日        | 矢切ねぎ           | 千葉県松戸市         | 遼河はるひ（17回目の出演） 吉田多加展 | 安川浩市                                                                 |
| （3月19日は『サンドウィッチマン&芦田愛菜の博士ちゃん』90分SPのため休止）                                 |                |                    |                      | |                                                                          |
| 321 | 3月26日        | 猿島わかめ         | 神奈川県横須賀市     | つるの剛士（5回目の出演） 堀内さやか | 譲原亮                                                                   |
| 322 | 4月2日         | 卵                 | 神奈川県小田原市     | 佐野岳（9回目の出演） 大宮勝雄 | 檀上貴史、檀上智子                                                       |
| 323 | 4月9日         | いちご             | 千葉県大網白里市     | 真壁刀義（10回目の出演） 高橋ユウ（タレント） 柳正司 | 成川昇                                                                   |
| 324 | 4月16日        | 菜の花はちみつ     | 千葉県館山市         | 矢田亜希子（4回目の出演） 德永純司 | 緒方玲子                                                                 |
| 325 | 4月23日        | トラフグ&三浦野菜  | 神奈川県横須賀市     | 大沢あかね（3回目の出演） 中山優馬（6回目の出演） 元吉和仁 | 漆原晃                                                                   |
| 326 | 4月30日        | 新たまねぎ         | 埼玉県本庄市         | 與那城奨（2回目の出演） 木全翔也（2回目の出演） 神谷英生 | 田端講一、田端義行、田端千惠子                                           |
| 327 | 5月7日         | 海底熟成ワイン     | 静岡県南伊豆町       | 長谷川初範（4回目の出演） 北原里英（2回目の出演） 遠山忠芳 | 下宮哲郎                                                                 |
| 328 | 5月14日        | バナナ             | 千葉県               | 的場浩司（7回目の出演） 村上佳菜子（元フィギュアスケート選手） 辻󠄀口博啓 | 坂田悠樹、坂田明夏、御園孝                                               |
| 329 | 5月21日        | 豊後ぶり           | 大分県               | つるの剛士（6回目の出演） 堀内さやか | 山田久松（豊後ぶりの匠）                                                 |
| 330 | 5月28日        | 金目鯛             | 千葉県勝浦市         | 前川泰之（20回目の出演） 高城れに（歌手、ももいろクローバーZメンバー） 小林雄二 | 渡辺清志、渡辺優                                                         |
| 331 | 6月4日         | トマト             | 静岡県焼津市         | 遼河はるひ（18回目の出演） 織田信成（2回目の出演） 片岡護 | 望月美佐                                                                 |
| 332 | 6月11日        | わさび             | 静岡県伊豆市         | 迫田孝也（7回目の出演） 横山由依（4回目の出演） 渡邉匡康 | 塩谷美博、塩谷美和子                                                     |
| 333 | 6月18日        | 根ボッケ           | 北海道函館市         | 雛形あきこ（6回目の出演） 笹岡隆次 | 佐藤靖治                                                                 |
| 334 | 6月25日        | パプリカ           | 静岡県磐田市         | 真琴つばさ（15回目の出演） 橋本涼（歌手、HiHi Jets/ジャニーズJr.メンバー） 鯰江真仁                                                                                                | 上村翔、青木佐智子                                                       |
| 335 | 7月2日         | とうもろこし       | 山梨県甲府市         | 的場浩司（8回目の出演） 村上佳菜子（2回目の出演） 木下威征 |                                                                          |
| 336 | 7月9日         | カツオ             | 三重県               | 渡辺徹（8回目の出演） 田中佑樹 | 上野正典、東京子（生節づくり）、野呂和広（漁師）                         |
| 337 | 7月16日        | ウニ               | 岩手県               | 菊池桃子（9回目の出演） 青木利勝 | 吹切繁、船渡琴美                                                         |
| 338 | 7月23日        | カボチャ           | 神奈川県三浦市       | 杉本哲太（俳優） 元吉和仁 | 伊藤克己                                                                 |
| （7月30日は『サンドウィッチマン&芦田愛菜の博士ちゃん』90分SPのため休止）                                 |                |                    |                      | |                                                                          |
| 339 | 8月6日         | オクラ             | 埼玉県深谷市         | 田中律子（7回目の出演） 駒木根葵汰（俳優） 長谷川匡俊 | 松嶋多喜男                                                               |
| 340 | 8月13日        | 太刀魚             | 神奈川県横須賀市     | 前川泰之（21回目の出演） 井本彩花（女優） 小林雄二 | 稲葉太子                                                                 |
| 341 | 8月20日        | かんぴょう         | 栃木県               | 山下健二郎（4回目の出演） 難波英史 |                                                                          |
| （8月27日は『サンドウィッチマン&芦田愛菜の博士ちゃん』2時間半SPのため休止）                              |                |                    |                      | |                                                                          |
| 342 | 9月3日         | ハマグリ           | 茨城県               | 勝村政信（5回目の出演） 山本尚徳 | 飯田晃司                                                                 |
| 343 | 9月10日        | ぶどう             | 山梨県笛吹市         | 真壁刀義（11回目の出演） 岡本玲（5回目の出演） 伊原靖友 | 志村富男                                                                 |
| 344 | 9月17日 最終回 | キャベツ           | 群馬県嬬恋村         | 森泉（モデル・タレント） 佐野岳（10回目の出演） 大宮勝雄 | 羽生田秀利、羽生田康貴                                                   |

「番組休止」は、年末年始や『人生の楽園』拡大版、そして日本シリーズまたはオールスターゲームでのプロ野球中継程度だったが、2019年12月より19時台の『サンドウィッチマン&芦田愛菜の博士ちゃん』拡大版で休止する事が多くなってきた。
2020年5月に入ってからは、新型コロナウイルスの影響により地方ロケから、過去の放送分を元にした「家庭で出来るプロの料理」に変更、同年8月からは地方ロケが復活した。

## スタッフ
- ナレーション：酒井敏也
- 構成：武田浩、山下直美、亀津雄介
- CAM：遠藤径介、野村次郎、櫻井栄希、北條宏哉、河野仁志、松川翔、坂木知之、長崎太資、成毛紳、赤星英博、野崎誠弘、加藤泰助、曽根光、二宮塁、松田祥宏、新井一郎、谷哲也、安東亮、奥江秀穂、林雅彦、小松英夫、米田喬、堤原稚登、西山卓樹、野田祐介、西山卓樹、熊谷裕達、土井崇、鈴木克典、髙橋大介（テレビ朝日映像）／永島良一、西山政宏、佐川将仁、磯村進、鎌田浩志（千代田ビデオ）／堀内昭彦、石原啓之（TPブレーン）、三好哲也、吉田剛、杉山紀之(行)、斑目重友、佐藤慎也、岸上健二、千葉弦毅、山田洋和、菊池守、宮沢一央、山本琢哉、杉村正視、佐藤文哉（池田屋）
- VE：笠原祥希、曲渕正己、小川康弘、加藤伸吾、丹野基樹、林敏永、古賀公章、鈴木卓也、加藤(瀬)正敏、松元義樹、太田敏幸、佐藤龍哉、城本淳、下島有博、樋口大樹、平野望、山本亨（テレビ朝日映像）／山口聡、木村司、佐々木信哉、紙谷英司、井上みき、稲澤健太、西野和洋、登佑太（千代田ビデオ）／高橋克明（TPブレーン）、楠部達也、福重伸隆、横田満洋、吉岡辰冲、熊倉友大、中村寿昌、善方光一、小出秀久（池田屋）
- VTR編集：若山友信、佐藤敦哉、西本武志、森聖治、小島覚、室井智之、舘田貴之
- MA：山口智美
- 音効：岩谷知朗
- 美術進行：清水基恵
- スタイリスト：平紀和
- メイク：渡辺真由美、内金行史、川口カツラ、萱原理沙、小林純子、阿部美咲、大森由貴、HULU、杉尾智子、川又由紀、渡辺まゆみ、菅野綾香、城生なみ子、清未めぐみ、小宮山由佳、奥村信次、蓼沼仁美、八巻明子、大野志穂、高橋亜子、吉村祥、佐々木麻里子、山田佳苗、越智雅代、谷口祐人、飯島恵美、石野敦子、大和田京子
- リサーチ：TWINS
- CGデザイン：松島佑樹 → 河崎優香（テレビ朝日）
- TK：長谷川夏子 → 上原美華
- 技術協力：テレビ朝日映像／千代田ビデオ／ティ・ピー・ブレーン、池田屋／TSP（毎週）
- 音楽協力：テレビ朝日ミュージック
- 編成：二階堂義明 → 大松宏樹 → 沼田真明、小古山拓矢 → 新谷拓也 → 沢登孝介 → 新谷拓也・馬渕真太朗 → 新谷拓也・久保田春記 → 新谷拓也・上野洋輔 → 宇喜多宏美・吉添智威 → 熊谷和也・辻慈生（テレビ朝日）
- 営業：小磯友宏 → 西山幸彦 → 松尾尚宜（テレビ朝日）
- 宣伝：樽井勝弘 → 岸田慎介 → 中山瑠梨 → 金澤美保 → 榎本梢絵（テレビ朝日）
- デスク：佐藤まゆみ → 河野朋恵 → 小林(鈴木)裕美子（テレビ朝日）
- AD：細川高宏、松岡薫野、曽野部隼矢、坂本新、濱村可奈、大坪洸香、藤巻萌美、津野真、日計美咲、松木俊道、堀脇宙樹、青山琢朗（テレビ朝日映像）／柳川雄洋、西川祥平、中村恭子、山形優和、西村亜美、奥野雄士、森田祥平、高橋梨紗、小川裕香里（えすと）／石田侑、久保田凌、井川慎也、儀賀春祐、田尻楓月、森川大三、谷口凌平、森田大三、戸田佳那、杉本龍成、児玉華澄、杉本龍成、小宮山諒、伊藤練、齋藤瑠来（ドラゴンエンタテインメント）
- AP：近添有賀（テレビ朝日映像）／桜井園子、東野真有、横田侑子（えすと）／山口ななえ、堀切夕香子（ドラゴンエンタテインメント）／三田村奈緒子（毎週）
- ディレクター：江橋純一、川元綾希子、曽野部典久、片岡伸幸（片岡→以前はAD）、川和田祐香、松崎秀峰、片山陽、坂田広人、三谷理紗（テレビ朝日映像）／黒原竜二、青山直人、島田豊、植田俊平、樫出浩行、鈴木洸佑（青山・鈴木→以前はAD）、遠藤隼人（えすと）／作道智子、郡亮太、竹里有希乃、山本カンスケ、小川剛、角田瞬、菅原有太、福井玄樹（福井→以前はAD）、大阿久知浩、中村順、畑村陽平、黒川展寛、山下進之介、城代重夫（ドラゴンエンタテインメント）
- 総合演出：青山幸光（テレビ朝日、以前はプロデューサー）
- プロデューサー：引地夏規 → 山内智未（テレビ朝日）／丸山佳夫 → 青葉範男（テレビ朝日映像、青葉→以前はディレクター）／大垣信良・武藤和也（武藤→ディレクターの回あり）（共にえすと）／平出さとし → 小泉美華（小泉→以前はディレクター）（共にドラゴンエンタテインメント）
- ゼネラルプロデューサー：山下浩司 → 荒井祥之 → 高橋正輝（テレビ朝日）
- 制作協力：テレビ朝日映像／えすと／ドラゴンエンタテインメント（※各社、週替わりで担当）
- 製作著作：テレビ朝日

## ネット局と放送時間
いずれの局もスポンサードネットで放送。
| 放送対象地域   | 放送局                   | 系列                                         | 放送時間                   | ネット状況 |
| -------------- | ------------------------ | -------------------------------------------- | -------------------------- | ---------- |
| 関東広域圏     | テレビ朝日（EX）         | テレビ朝日系列                               | 土曜日 18時30分 - 18時56分 | 【制作局】 |
| 北海道         | 北海道テレビ（HTB）      | テレビ朝日系列                               | 土曜日 18時30分 - 18時56分 | 同時ネット |
| 青森県         | 青森朝日放送（ABA）      | テレビ朝日系列                               | 土曜日 18時30分 - 18時56分 | 同時ネット |
| 岩手県         | 岩手朝日テレビ（IAT）    | テレビ朝日系列                               | 土曜日 18時30分 - 18時56分 | 同時ネット |
| 宮城県         | 東日本放送（khb）        | テレビ朝日系列                               | 土曜日 18時30分 - 18時56分 | 同時ネット |
| 秋田県         | 秋田朝日放送（AAB）      | テレビ朝日系列                               | 土曜日 18時30分 - 18時56分 | 同時ネット |
| 山形県         | 山形テレビ（YTS）        | テレビ朝日系列                               | 土曜日 18時30分 - 18時56分 | 同時ネット |
| 福島県         | 福島放送（KFB）          | テレビ朝日系列                               | 土曜日 18時30分 - 18時56分 | 同時ネット |
| 新潟県         | 新潟テレビ21（UX）       | テレビ朝日系列                               | 土曜日 18時30分 - 18時56分 | 同時ネット |
| 長野県         | 長野朝日放送（abn）      | テレビ朝日系列                               | 土曜日 18時30分 - 18時56分 | 同時ネット |
| 静岡県         | 静岡朝日テレビ（SATV）   | テレビ朝日系列                               | 土曜日 18時30分 - 18時56分 | 同時ネット |
| 石川県         | 北陸朝日放送（HAB）      | テレビ朝日系列                               | 土曜日 18時30分 - 18時56分 | 同時ネット |
| 中京広域圏     | メ〜テレ（NBN）          | テレビ朝日系列                               | 土曜日 18時30分 - 18時56分 | 同時ネット |
| 近畿広域圏     | 朝日放送テレビ（ABC TV） | テレビ朝日系列                               | 土曜日 18時30分 - 18時56分 | 同時ネット |
| 広島県         | 広島ホームテレビ（HOME） | テレビ朝日系列                               | 土曜日 18時30分 - 18時56分 | 同時ネット |
| 山口県         | 山口朝日放送（yab）      | テレビ朝日系列                               | 土曜日 18時30分 - 18時56分 | 同時ネット |
| 香川県・岡山県 | 瀬戸内海放送（KSB）      | テレビ朝日系列                               | 土曜日 18時30分 - 18時56分 | 同時ネット |
| 愛媛県         | 愛媛朝日テレビ（eat）    | テレビ朝日系列                               | 土曜日 18時30分 - 18時56分 | 同時ネット |
| 福岡県         | 九州朝日放送（KBC）      | テレビ朝日系列                               | 土曜日 18時30分 - 18時56分 | 同時ネット |
| 長崎県         | 長崎文化放送（ncc）      | テレビ朝日系列                               | 土曜日 18時30分 - 18時56分 | 同時ネット |
| 熊本県         | 熊本朝日放送（KAB）      | テレビ朝日系列                               | 土曜日 18時30分 - 18時56分 | 同時ネット |
| 大分県         | 大分朝日放送（OAB）      | テレビ朝日系列                               | 土曜日 18時30分 - 18時56分 | 同時ネット |
| 鹿児島県       | 鹿児島放送（KKB）        | テレビ朝日系列                               | 土曜日 18時30分 - 18時56分 | 同時ネット |
| 沖縄県         | 琉球朝日放送（QAB）      | テレビ朝日系列                               | 土曜日 18時30分 - 18時56分 | 同時ネット |
| 福井県         | 福井放送（FBC）          | 日本テレビ系列 テレビ朝日系列                | 土曜日 9時30分 - 9時56分   | 遅れネット |
| 宮崎県         | テレビ宮崎（UMK）        | フジテレビ系列 日本テレビ系列 テレビ朝日系列 | 木曜日 10時25分 - 10時55分 | 遅れネット |
| 山梨県         | 山梨放送（YBS）          | 日本テレビ系列                               | 木曜日 9時55分 - 10時21分  | 遅れネット |
| 富山県         | 北日本放送（KNB）        | 日本テレビ系列                               | 土曜日 10時00分 - 10時26分 | 遅れネット |
| 徳島県         | 四国放送（JRT）          | 日本テレビ系列                               | 土曜日 10時00分 - 10時26分 | 遅れネット |
| 高知県         | 高知放送（RKC）          | 日本テレビ系列                               | 土曜日 9時30分 - 9時56分   | 遅れネット |
| 鳥取県・島根県 | 山陰放送（BSS）          | TBS系列                                      | 木曜日 11時00分 - 11時26分 | 遅れネット |